# Alphons Joseph Marie Nederveen
Alphons Joseph Marie Nederveen (Den Bosch, 24 maart 1888 – Zevenaar, 10 december 1979) was een Nederlands politicus. 
Hij werd geboren als zoon van Theodorus Christianus Nederveen (1852-1911; fabrikant) en Adriana Johanna Bex (1854-1918). Hij is in 1915 aan de Rijksuniversiteit Utrecht afgestudeerd in de rechten. Een jaar eerder was hij in Schaarbeek getrouwd en na zijn studie ging hij in Brussel werken. In 1918 werd hij bij de Hanzebank de directeur van een nieuw bijkantoor in Bergen op Zoom. Deze bank die zich vooral richtte op katholieke middenstanders ging rond 1924 failliet. In die periode vestigde hij zich als advocaat in Nijmegen. Hij was verder volontair bij de gemeentesecretarie van Gendt voor hij in 1935 benoemd werd tot burgemeester van Bergh. Nederveen werd in 1942 ontslagen maar keerde na de bevrijding in 1945 terug in zijn oude functie. Hij ging in 1953 met pensioen en overleed in 1979 op 91-jarige leeftijd. 